# Negação do uso do mar

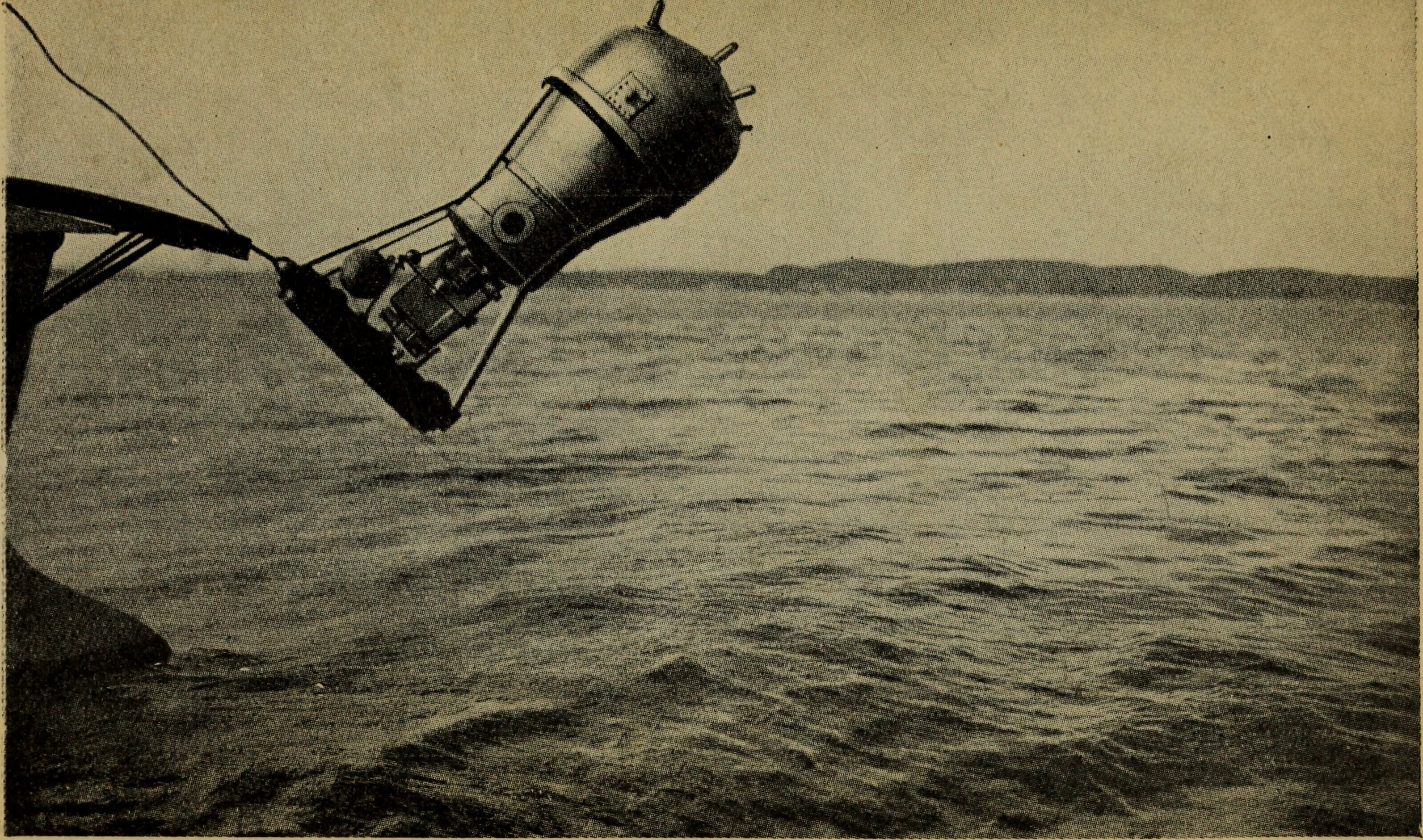
Lançamento de mina naval, um instrumento de negação do mar

Na guerra naval, a negação do uso do mar é o objetivo operacional ou estratégico de impedir o aproveitamento militar ou comercial do mar pelo inimigo, sem necessariamente garantir o mesmo para si. A campanha de negação do uso do mar compete diretamente com a campanha de controle de área marítima do inimigo. Tecnicamente a potência naval que controla o mar também está negando-o ao adversário, mas um conceito é positivo e outro negativo e seus métodos são diferentes. Em ambos os casos, o objetivo não é o mar em si, mas o uso que se faz dele, e o controle ou negação têm gradações e são limitados no tempo e no espaço.
É uma estratégia típica do lado mais fraco de uma guerra naval. O almirante americano Stansfield Turner definiu a negação do uso do mar como a "guerrilha" do mar, pois em vez de resistir par a par à potência maior, empregam-se táticas de ataque e retirada para combater só no momento e local que convém ao comandante. Os instrumentos de negação do uso do mar incluem submarinos, minas navais, navios de ataque rápido e mísseis antinavio, e os métodos incluem ataques ao comércio, bloqueio de pontos de estrangulamento, ataques limitados à frota inimiga e a manutenção da própria no porto como uma "esquadra em potência". As tecnologias modernas de antiacesso/negação de área (A2/AD) permitem atacar ameaças navais a centenas de milhas do litoral. Em determinadas circunstâncias, até as forças terrestres podem negar o uso do mar.